# 八卦大槍
八卦大槍是八卦門長器械的一種，此槍分為兩種規格：一種桿長七尺五吋，兩端各安一槍頭，名為雙頭蛇槍，又名八卦穿林槍。一種槍桿長九尺，一頭為槍端，一頭為把端。各為八卦大槍，八卦槍以八卦掌為基礎，結合槍的基本使用方法，變化而成。